# بیمارستان بتل
بیمارستان بتل (به انگلیسی: Battle Hospital) بیمارستانی سرویس سلامت عمومی (ان اچ اس) در  کشور بریتانیا است که در سال ۱۸۶۷ میلادی ساخته شده و دارای ۲۸۰ تخت است.